# 油漆渐干
《油漆渐干》（英語：Paint Drying）是2016年的英國實驗抗議電影，由查理·沙克爾頓執導和拍攝。由于英國電影審查制度及英國電影分級委員會（BBFC）的強制分級，獨立電影製作人时常需向BBFC支付高昂的审查費用。为表示抗議，沙克爾頓将磚牆上白色油漆逐漸晾乾的靜態画面制作为影片，以此強迫BBFC在对其作年齡分級認證时需长时间觀看这一单调的影像。沙克爾頓用4K解析度共拍攝了长14小時的油漆乾燥素材，隨後在Kickstarter發起眾籌，從686位贊助者籌到5,936英鎊。由于英國電影審查制度按分鐘計算審核費，素材被剪辑成眾籌款项能支付的最大時長607分鐘（10小時7分鐘）。BBFC審查後評其為「普遍級」，代表「沒有可能引起冒犯或傷害的内容」。《油漆漸乾》於2023年11月10至29日在澳洲布里斯班的昆士蘭美術館與現代藝術畫廊電影展「受阻電影」（沙克爾頓為聯合策展人）舉行首次公映。

## 情節大綱
《油漆漸乾》是部非敘事電影，總長607分鐘（10小時7分鐘），內容為磚牆上白色油漆逐漸晾乾的靜態画面。整部電影是單一連續拍攝，而且沒有音效。片名取自「就像看油漆變乾一樣」這一表達，意為某事很乏味無趣。

## 製作

### 背景與概念

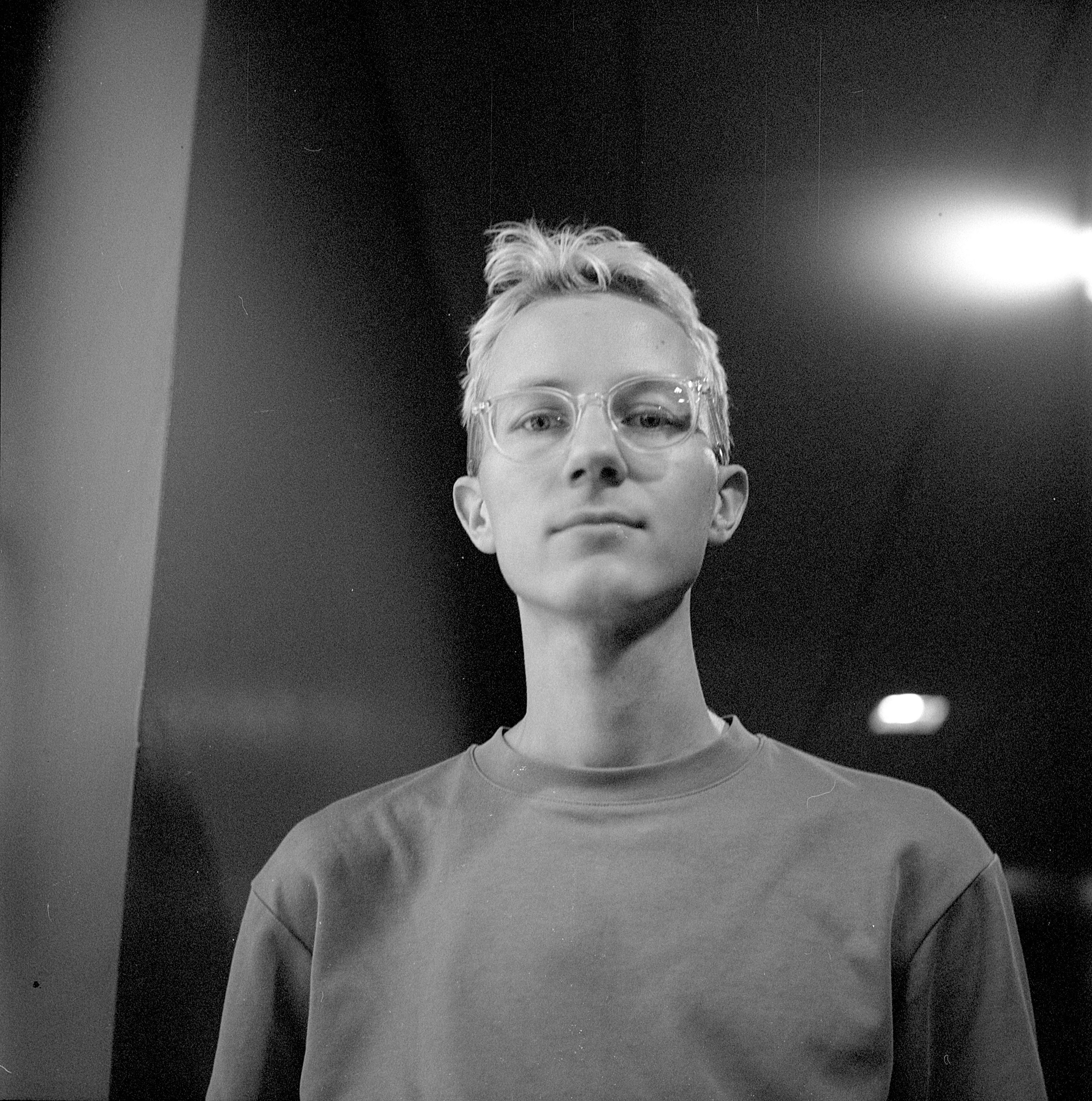
2022年的沙克爾頓

查理·沙克爾頓（2019年前名為查理·萊恩）是名英國獨立電影製作人，曾執筆、導演和製作數部獨立電影，例如隨筆風格紀錄片的執導首作《超越無知》（2014年）及《恐惧本身》（2015年）。英國電影分級委員會（BBFC）是負責對英國境內影院放映的電影和實體媒介放映的影像作品實施國家分級和審查的機構。所有電影製作人如果希望在英國院線上映電影，需要取得BBFC的評級或地方當局的豁免。2015年，BBFC審查電影的費用為101.50英鎊，並加上片長的每分鐘7.09英鎊。
《油漆漸乾》反抗英國電影審查制度，及BBFC強制分級的要求給獨立電影製作人硬塞的不公平費用。沙克爾頓說：「這個項目（《油漆漸乾》）是我十年來無目的抱怨BBFC的結晶，而這個十年從我13歲就開始了」，並表示自己對BBFC的厭惡始於在IMDb閱讀的瑣事時，發現他看過的版本被BBFC刪減了6秒，以「降低從施暴得到的施虐快感」。沙克爾頓感到鬱悶，稱：「如果我們因某人某地會受到傷害而審查藝術，我們將不再擁有藝術。難道《白色專輯》就因為拿〈Helter Skelter〉來合理謀殺就該被禁嗎？」
沙克爾頓為了抗議BBFC就電影每分鐘收取分級費，表示獨立電影製作人的平均年齡分級費用可能超過1,000英鎊，這對大多數獨立影人來說是沈重的經濟負擔。沙克爾頓稱BBFC對他導演首作《超越無知》的認證費是867.60英鎊，大約佔預算的百分之50，更了解到部分獨立影人因成本太高而放棄原本打算發行院線的電影，並補充「（這）不利於英國電影文化」。2015年，他在BBFC的電影製作人活動上萌生了製作油漆乾燥電影的想法，並原預計BBFC的審查員和來訪的影人會發生衝突，結果令人驚訝的是不但沒有這些分歧，相反許多出席的電影製作人似乎都在支持BBFC，同時他也不同意審查員討論某些電影的審查及背後的理由。

### 拍攝、剪輯與Kickstarter眾籌

《油漆漸乾》的製作是強迫英國電影分級委員會（BBFC）為了給予年齡分級認證要看完10小時的電影

沙克爾頓起初用4K解析度拍攝了14小時的白油漆乾燥鏡頭，而選擇白色的原因是其「有種的魅力」，牆壁地點則尚未公佈。2015年11月16日，沙克爾頓在Kickstarter開展眾籌來擴展電影的發行時長，而資金將用於年齡分級認證，影片的最終長度取決於籌到多少錢。專案在兩天後募集到961英鎊，價值2小時1分鐘的鏡頭，而有個與此無關的個人網站實時追蹤《油漆漸乾》的時間。11月20日，《油漆漸乾》籌到3,147英鎊，可以繳7小時的費用，而三天後則達到4,000英鎊。沙克爾頓表示如果Kickstarter專案到6,057英鎊（14小時的費用），他將會進行補拍，但這個想法最後並未實現。
沙克爾頓告訴《每日電訊報》他希望為電影眾籌BBFC分級費用能表明有多少人在擔憂英國的電影審查制度，並想像審查員看著油漆渐干會有多可笑。他承認《油漆渐干》可能不會對英國的電影審查產生太大影響，但冀望能鼓勵民眾討論BBFC的行為，並進一步表示BBFC能被接受是年份的關係，如果今天成立一個相同的組織來審查文學或音樂會引發眾怒。Kickstarter專案於2015年12月31日結束，從686位支持者籌到5,936英鎊，相當於731分鐘（12小時11分鐘）的鏡頭，減去Kickstarter的費用和增值税剩下10小時7分鐘。
沙克爾頓驚訝專案還有英國以外人士的捐款，原因是他覺得非本地人會不清楚BBFC的權力，並總結道審查制度不幸地是「相當普遍的概念」。他接著表示世界各地，尤其是澳洲和印度的電影製作人，都很擁護《油漆漸乾》。有贊助人建議沙克爾頓在一幀裏加入陰莖，但他認為這會脫離電影主旨，所以最後決定反對。

## 認證
沙克爾頓提交給BBFC認證的電影包為310GB。由於電影的時長，BBFC審查員連續兩天分成兩部分審視，其中大部分觀看是於2016年1月25日進行。審查過程間，沙克爾頓在Reddit的r/IAmA板塊舉辦問答環節「問我任何事」（'Ask Me Anything'，AMA），他表示自己從未將這部電影看完。他的貼文在一天內收到數百條評論，並成為該板块當天的熱門貼文。1月26日，BBFC審查後評這部片為「普遍級」，代表「沒有可能引起冒犯或傷害的内容」。沙克爾頓收到數位認證後發推文表示這「5,936英鎊花得值」。
BBFC表示自己認證時會把這部片和其他提交的電影一視同仁來回應抗議，稱「BBFC是個非營利組織，致力避免增加孩童因內容受傷的風險，並賦予公眾，尤其是父母，能明智選擇觀看的權利，而貫徹的認證指南是以積極的公眾諮詢和研究來反映社會對媒體內容的態度變化」，還指出機構唯一的收入來源是服務費。《油漆漸乾》並非BBFC評級最長的電影，組織於2015年認證的法國電影（1971年）時長773分鐘（12小時55分鐘），並以片子包含「非常激烈的言辭」分類到「15」。

## 反響
雖然《油漆漸乾》可能無法影響BBFC任何的管理，但片子的新穎理念及沙克爾頓提出的論點是之後電影審查和認證相關討論的常客。電影首次被BBFC認證後，《影音俱樂部》表示「14小時的導演剪輯版大概即將推出」，《Gizmodo澳洲》則認為影片上傳到YouTube會是讓任何人永久觀看其「電影才華」的理想場所。英國雜誌《Dazed》稱如果沙克爾頓如果允許《油漆漸乾》在院線上映，會是情人節惡搞另一半的好方法。D·P·薩巴瓦爾（D.P. Sabharwal）在《Alive》2016年9月期覺得這部片是「新穎且創新的抗議活動」。2017年4月，卡盧姆·馬胥（Calum Marsh）在《國民郵報》發表評論文章，稱讚沙克爾頓的作品，宣稱《油漆漸乾》是部喜劇，表揚沙克爾頓製作這部電影時的貢獻，並表示自己不確定其作為電影本身的價值，但作為喜劇的話就「非常非常好」。
2016年3月1日，《油漆漸乾》是德法公共電視台的法國電視劇《爆破》一期錄像文章的主題，主持人呂克·拉吉爾（Luc Lagier）把影片正面對照結構式電影《波長》（1967年，内容是推進房間畫面）。沙克爾頓於2017年4月在《Vice》撰寫的文章中表示BBFC從他抗議以來依舊一成不變，而且「還在對電影斬草除根」。2018年10月15日，英國猜謎節目《QI》第P季一集中出現了《油漆漸乾》。2022年，學者阿瑞娜·皮斯門尼（Arina Pismenny）稱《油漆漸乾》是種藝術：客觀上來說很無聊，但考慮到背景就很有趣。

## 播映
沙克爾頓雖無院線廣泛上映的計劃，但他於2016年1月25日表示正與倫敦一家影院洽談放映這部電影的可能性，並打算隨後公開舉辦有關電影審查制度的辯論。他後來作補充：「（就）如何展示它（而言）需要想些辦法。我沒辦法想像會有很多人能堅持整段時間」，並指出其必須在讓人自由進出劇院的場景播放。《油漆漸乾》最終於2023年11月10至29日在澳洲布里斯班的昆士蘭美術館與現代藝術畫廊舉行首次公映，當中在現代美術與電影館大樓由沙克爾頓與澳洲人羅伯特‧修斯（Robert Hughes）聯合策展的藝術電影展「受阻電影」（Cinema Obstructed）播放。

## 另見
- 最长的电影列表
- 另類電影

### 文獻
- Balsom, Erika. . Iversen, Gunnar; Horak, Laura; Hennefeld, Maggie; Baer, Nicholas  (编). . Rutgers University Press. 2019: 194–199  [2024-08-25]. ISBN 978-0-813-59958-8. S2CID 262032655. doi:10.36019/9780813599625-031. （原始内容存档于2023-04-03）.

## 延伸閱讀
- Shackleton, Charlie. . Vice. 2015-11-24. （原始内容存档于2021-09-12）.

## 外部連結
- 互联网电影数据库（IMDb）上《油漆渐干》的资料（英文）
- 《油漆漸乾》在英國電影分級委員會上的分級資料 （页面存档备份，存于）